# Sangala cynara
Sangala cynara là một loài bướm đêm trong họ Geometridae.